# 斎藤充功
斎藤 充功（齋藤充功、さいとう みちのり、1941年6月9日 - ）は、日本のノンフィクション作家。
東京生まれ。東北大学工学部中退。国際機械振動研究所に勤務。1973年退職、フリーに。近現代史、犯罪者、刑務所事情といったテーマを中心に取材・執筆を行う。

## 著書
- 『鉄格子の中で 38000人の人間ドラマ』国際商業出版 1977
- 『中国獄中二十五年 戦後三十三年目の生還者』ダイヤモンド社 1979　のち学研M文庫
- 『水が無い 渇水都市287日に学ぶもの』山手書房 1979
- 『脱獄王 白鳥由栄の証言』評伝社 1985　のち幻冬舎アウトロー文庫
- 『謀略戦 ドキュメント陸軍登戸研究所』時事通信社 1987　のち学研M文庫
- 『日米開戦五十年目の真実 御前会議はカク決定ス』時事通信社 1991　「日米開戦 封印された真実」学研M文庫
- 『伊藤博文を撃った男 革命義士安重根の原像』時事通信社 1994　のち中公文庫
- 『誘拐殺人事件』同朋舎出版 1995
- 『百年ダムを造った男 土木技師八田與一の生涯』時事通信社 1997
  - 『日台の架け橋・百年ダムを造った男』時事通信出版局 2009
- 『旅順歴史紀行 いま甦るセピア色の世界』スリーエーネットワーク 2001
- 『刑務所を往く』ちくま文庫 2003
- 『幻の特務機関「ヤマ」 昭和史発掘』新潮新書 2003
- 『開戦通告はなぜ遅れたか 昭和史発掘』新潮新書 2004
- 『諜報員たちの戦後 陸軍中野学校の真実』角川書店 2005　のち文庫
- 『陸軍中野学校 情報戦士たちの肖像』平凡社新書 2006
- 『実録!犯罪者ビフォーアフター リアル体験告白 刑務所を出た33人の衝撃人生!! 大不況のどん底を生きる。』徳間書店 2010
- 『ルポ出所者の現実』平凡社新書 2010
- 『陸軍中野学校極秘計画 新資料・新証言で明かされた真実』学研新書 2011
- 『「フルベッキ群像写真」と明治天皇"すり替え"説のトリック』ミリオン出版 2012
  - 『「フルベッキ写真」の暗号』学研パブリッシング 2014
- 『証言陸軍中野学校 卒業生たちの追想』バジリコ 2013
- 『消された「西郷写真」の謎 写真がとらえた禁断の歴史』学研パブリッシング 2014
- 『戦後日本の大量猟奇殺人 教科書には載せられない悪魔の事件簿 ザ・歴史ノンフィクション』ミリオン出版 2014
- 『小野田寛郎は29年間、ルバング島で何をしていたのか 「帝国陸軍最後の軍人」が守り通した秘密』学研パブリッシング 2015
- 『スパイ・アカデミー陸軍中野学校 戦時中、七年間だけ日本に存在した「秘密諜報員養成機関」のすべて』洋泉社 2015
- 『塀の中の少年たち 世間を騒がせた未成年犯罪者たちのその後』洋泉社 2016
- 『日本のスパイ王 陸軍中野学校の創設者・秋草俊少将の真実』学研プラス 2016
- 『3650 死刑囚小田島鐵男"モンスター"と呼ばれた殺人者との10年間』ミリオン出版 2017
- 『恩赦と死刑囚』洋泉社、新書ｙ、2018

### 共著・監修
- 『七つの刑務所プラス1 ルポルタージュ』岡田晃房共著 時事通信社 1988
- 『警視庁検死官』芹沢常行共著 同朋舎出版 1995　のち学研M文庫
- 『情痴殺人事件』土井洸介共著 同朋舎出版 1996
- 『日本の刑務所 東日本編/西日本編』刑務所特別取材班共著 竹書房 バンブームック 2006
- 『写真で見る激戦!!太平洋戦争 帝國海軍カク戰ヘリ』監修 大東亜戦争研究会編・著 笠倉出版社 2008
- 『ニッポン刑務所大全 知ってびっくり「塀の中」』監修 学習研究社 2009
- 『明治天皇"すり替え"説の真相 近代史最大の謎にして、最大の禁忌』落合莞爾共著 学研パブリッシング 2014